# جاده ۵۷ (ایران)
جاده ۵۷ یک راه در مرکز ایران است که ملایر و کمیجان را به ساوه و تهران وصل می‌کند.